# Пенис колан
Пенис коланът (на английски: Strap-on dildo) е секс играчка, представляваща дилдо, което е прикрепено здраво към колан.
Този инструмент се използва за пегинг, в хомосексуални връзки, но и от хора от всякакъв пол и сексуалност.
Често пенис коланът служи за размяна на ролите в секса-жената го слага и прониква в ануса на мъжа, или пък той ѝ прави "фелацио", поемайки пенис-коланът в уста.
Вибраторът с каишка може да се използва за голямо разнообразие от сексуални дейности, включително вагинален секс, анален секс, орален секс или мастурбация. Може да се използва сексуален лубрикант за улесняване на поставянето.